# Nycteris arge
Nycteris arge é uma espécie de morcego da família Nycteridae. Pode ser encontrada na África Ocidental e Central.